# Bithoracochaeta nigricornis
Bithoracochaeta nigricornis är en tvåvingeart som beskrevs av Malloch 1934. Bithoracochaeta nigricornis ingår i släktet Bithoracochaeta och familjen husflugor.
Artens utbredningsområde är Costa Rica. Inga underarter finns listade i Catalogue of Life.